# André Fleury
André (Édouard Antoine Marie) Fleury (* 25. Juli 1903 in Neuilly-sur-Seine; † 6. August 1995 in Le Vésinet) war ein französischer Komponist, Pianist, Organist und Musikpädagoge.

## Leben
André Fleury erhielt seine organistische Ausbildung zunächst als Privatschüler von Henri Letocart, einem Schüler César Francks, und später bei André Marchal und Louis Vierne. Am Conservatoire de Paris wurde Fleury in die Orgelklasse von Eugène Gigout aufgenommen und erhielt schließlich einen ersten Preis in Orgelspiel und Improvisation bei Gigouts Nachfolger Marcel Dupré im Jahre 1926. Gleichzeitig studierte er Komposition bei Paul Vidal. Seit 1920 war Fleury Assistent von Eugène Gigout an der Pariser Kirche St. Augustin, und, in gleicher Funktion, in Ste. Clotilde (für Charles Tournemire). 1930 wurde er zum Titularorganisten an St. Augustin ernannt, 1941 zusätzlich Professor an der École normale de musique de Paris. Nach dem Ende des Zweiten Weltkriegs verließ Fleury mit seiner Frau aus gesundheitlichen Gründen Paris und ließ sich in Dijon nieder. 1949 trat er die Nachfolge von Émile Poillot als Titularorganist an der Kathedrale und als Professor für Klavier (später auch Orgel) am Konservatorium von Dijon an. 1971 wurde er auf Einladung von Jean Guillou zum Co-Titularorganisten an St. Eustache in Paris ernannt und erhielt zugleich eine Professur für Orgel an der Schola Cantorum und die Ernennung zum Titularorganisten an der Kathedrale in Versailles. André Fleury verstarb 1995 im Alter von 92 Jahren in Le Vésinay und wurde in Arcy-sur-Cure beigesetzt.
Als Komponist schrieb Fleury zahlreiche Werke für Orgel, von denen viele allerdings noch unveröffentlicht sind. Seine Karriere als Konzertorganist führte ihn durch ganz Europa. Er spielte die Erstaufführungen der Orgelsonate von Darius Milhaud, des Scherzo op. 2 von Maurice Duruflé, und des Orgelzyklus La Nativité du Seigneur von Olivier Messiaen (nach der Uraufführung durch Jean Langlais, Daniel-Lesur und Jean-Jacques Grunenwald 1935 in Paris). Zu seinen bekanntesten Schülern zählten Bernard Gavoty, Pierre Cochereau und Daniel-Lesur.

## Kompositionen

### Orgel solo
- Allegro symphonique (1927)
- Prélude et Fugue No. 1 (1928)
- Vingt-quatre pièces pour orgue ou harmonium (1930–1933)
- Prélude, Andante et Toccata (1931/1932)
- Pièce sans titre (à Odette et Jean Degouy) (1933)
- Postlude (dernière des 24 pièces - arrangé pour Grand Orgue) (1935)
- Symphonie No. 1 (1938/1943)
- Pastorale (1941)
- Divertissement sur un Noël (1941)
- Variations sur Adeste Fideles (1942)
- Pour la Pentecôte, Veni Sancti Spiritus (1943, unveröffentlicht)
- Toccata sur l’Ite Missa Est pascal (1943 oder 1944)
- Versets sur le Veni Creator (1945)
- Carillon sur le Victimae Paschali Laudes (1945)
- Offertoire pour l’Ascension (1945)
- Offertoire sur deux Noëls (1945 oder 1946)
- Sortie sur un vieux Noël (1945 oder 1946)
- Symphonie No. 2 (1946/1947)
- Variations sur Haec Dies (1946)
- Postlude (en Ré) (1947, unveröffentlicht)
- Paraphrase sur l’Alleluia de la Messe de Pâques (1947)
- Prélude à l’Introït (1947, unveröffentlicht)
- Offertoire (1947)
- Sortie pascale (O Filii) (1947)
- Prélude sur l’Introït Resurrexi (1949)
- Vexilla Regis (1949)
- Messe pour la fête de tous les saints (1954)
- Prélude à l’Introït VXIème dimanche après la Pentecôte (1954)
- Psaume pour les morts de la guerre (1954, unveröffentlicht)
- Prélude et Fugue No. 2 (1957–1959)
- Variations sur un Noël bourguignon (1959/1960)
- Offertoire pour une messe de la Sainte Vierge (Ave Maria) (1959)
- Entrée pour le XVIème dimanche après la Pentecôte (1961)
- Offertoire pour le XVIème dimanche après la Pentecôte (1961, unveröffentlicht)
- Elévation pour le XVIème dimanche après la Pentecôte (1962, unveröffentlicht)
- Communion pour le XVIème dimanche après la Pentecôte (1963, unveröffentlicht)
- Postlude pour le XVIème dimanche après la Pentecôte (1965, unveröffentlicht)
- Sept pièces (1967)
- Fantaisie (Honos alit artes) (1969)
- Prélude, Cantilène et Final (1981)
- Transcription du Vézinet de Rameau (1983)
- Versets sur l’hymne Lucis Creator (1990)
- Pièce sans titre Tampon (1993)

### Orgel mit anderen Instrumenten
- Marche für Trompete und Orgel (1980, unveröffentlicht)
- Méditation für Cello und Orgel (1988, unveröffentlicht)

### Klavier Solo
- Trois pièces (1946/1947)
- Quatre pièces brèves (1951, unveröffentlicht)
- Trois pièces (1953)

### Undatierte Werke
- Versets sur l’hymne Lucis Creator für Orgel
- Trois versets sur A Solis Ortus Cardine für Orgel
- Transcription de la Berceuse extr. de Dolly (Fauré) für Orgel
- Sujets de fugues, thèmes d’improvisation (P. Cochereau, M. Dupré)
- Prélude à l’Introït / XVIème dimanche après la Pentecôte für Orgel
- Mouvements de trio avec piano
- Magnificat du 8ème mode für Orgel
- In memoriam Louis Vierne für Orgel
- Finale des Variations sur O Filii für Orgel
- Esquisses d’une pièce en hommage à Jehan Alain für Orgel
- Esquisse du 3ème mouvement d’un Tryptique pour orgue
- Choeur „A Jésus ouvrier“

## Ehrungen
- 1993: Commandeur des Ordre des Arts et des Lettres[1]

## Bibliographie
- Fleury, André. In: Wilibald Gurlitt (Hrsg.): Riemann Musiklexikon. 12., völlig neubearbeitete Auflage. Personenteil: A–K. Schott, Mainz 1959, S. 523 (Textarchiv – Internet Archive).
- Fleury, André. In: Carl Dahlhaus (Hrsg.): Riemann Musiklexikon. 12., völlig neubearbeitete Auflage. Personenteil: A–K, Ergänzungsband. Schott, Mainz 1972, S. 364.
- Fleury, André. In: Nicolas Slonimsky: Baker’s Biographical Dictionary of Musicians. 7. Auflage. Oxford University Press, London, New York, Toronto 1984, ISBN 0-19-311335-X, S. 734 (englisch).
- André Fleury im Gespräch mit Dorothee Hütte. In: Ars Organi. Band 41, Heft 3, September 1993, S. 127–140.
- Frédéric Blanc und François Sabatier (Hrsg.): André Fleury (1903–1995). In: L’Orgue: Cahiers et memoirs No. 55, Association des Amis de l’Orgue, Paris 1996.